# 国際石油開発
国際石油開発株式会社（こくさいせきゆかいはつ、INPEX CORPORATION）は、かつて石油・天然ガスの採掘・生産を行っていた企業である。

## 概要
埋蔵量・生産量規模は日本の石油開発会社の中で第一位だった。略称は、「国際石開（こくさいせっかい）」又は「INPEX（インペックス、International Petroleum Exploration）」。
2006年（平成18年）に帝国石油と共同で国際石油開発帝石ホールディングスを設立したが、2008年（平成20年）に同社が社名変更した国際石油開発帝石に吸収合併された。
英文社名のINPEX CORPORATIONは、存続会社となった国際石油開発帝石の英文社名および略称として継承され、2021年に同社社名もINPEXに変更された。

## 沿革
- 1966年（昭和41年）2月21日 - インドネシア国営石油ガス会社「PERMINA（プルタミナの前身）」との北スマトラ沖鉱区に関する生産分与契約締結により、北スマトラ海洋石油資源開発株式会社として設立される。当時は石油資源開発の子会社的存在であった。
- 1967年（昭和42年） - インドネシア石油資源開発株式会社に社名変更。
- 1970年（昭和45年） - インドネシア・東カリマンタンにおいてアメリカのユノカル社（後にシェブロンに買収）と共同でアタカ油田発見。このアタカ油田は後に巨大油田（可採埋蔵量5億バレル以上の油田のこと）であることが判明。
- 1972年（昭和47年） - 東カリマンタンにおいてフランスのトタルと共同でブカパイ油田を発見。
- 1975年（昭和50年）5月26日 - インドネシア石油株式会社に社名変更。
  - 東カリマンタンにおいてトタルと共同で巨大油田ハンディルを発見。同社事業の基盤はインドネシアに集中していたが、以後、オーストラリア、カスピ海などに拡張し、特に2000年にオーストラリア北西大陸棚でオペレーターとしてイクシス巨大ガスコンデンセート田を発見。さらに同年カスピ海北東部のカザフスタン沖でイタリア・Eni社やエクソンモービルなどと共同で発見したカシャガン油田は、世界最大級の油田として注目されている。また、東カリマンタンを中心にガス開発にも力を入れ、子会社のジャパン石油開発株式会社を通じて中東にも進出している。
- 2001年（平成13年）9月1日 - 国際石油開発株式会社に社名変更[1]。
- 2004年（平成16年）11月17日 - 東京証券取引所第一部に株式を上場。
- 2005年（平成17年）11月5日 - 帝国石油と共同株式移転契約締結。
- 2006年（平成18年）3月28日 - 国際石油開発帝石ホールディングスの完全子会社化のため上場廃止。
- 2006年（平成18年）4月3日 - 国際石油開発帝石ホールディングス（のちの国際石油開発帝石）を設立。
- 2008年（平成20年）10月1日 - 国際石油開発帝石に吸収合併される。